# 阿米登 (北达科他州)
阿米登（英語：Amidon），是美国北达科他州斯洛普縣的一座城市。根据2010年美国人口普查，该市有人口20人。